# Sobrescobio
Sobrescobio är en kommun i Spanien. Den ligger i den autonoma regionen Asturien i norra delen av landet, 300 km norr om huvudstaden Madrid. Antalet invånare är 845 (2024). Arean är 69,42 kvadratkilometer. Sobrescobio gränsar till Laviana, Piloña, Caso och Aller. 